# Bürgstadter Centgrafenberg
Der Centgrafenberg ist eine Weinlage in  Bürgstadt an der Mündung der Erf in den Main, im Weinbaugebiet  Franken.
Die Südhang- und Steillagen profitieren vom Kleinklima des Talkessels um Miltenberg, der von Spessart und Odenwald eingerahmt ist. Bei den Böden handelt es sich um einen Buntsandstein-Verwitterungsboden mit unterschiedlich hohem Lehmanteil. Teilweise ist der Boden steinig und damit günstig für den Rotweinanbau. Wo der Sandstein stärker mit fruchtbarem Lehm vermischt ist, werden Weißweine erzeugt.